# 東急デハ200形電車

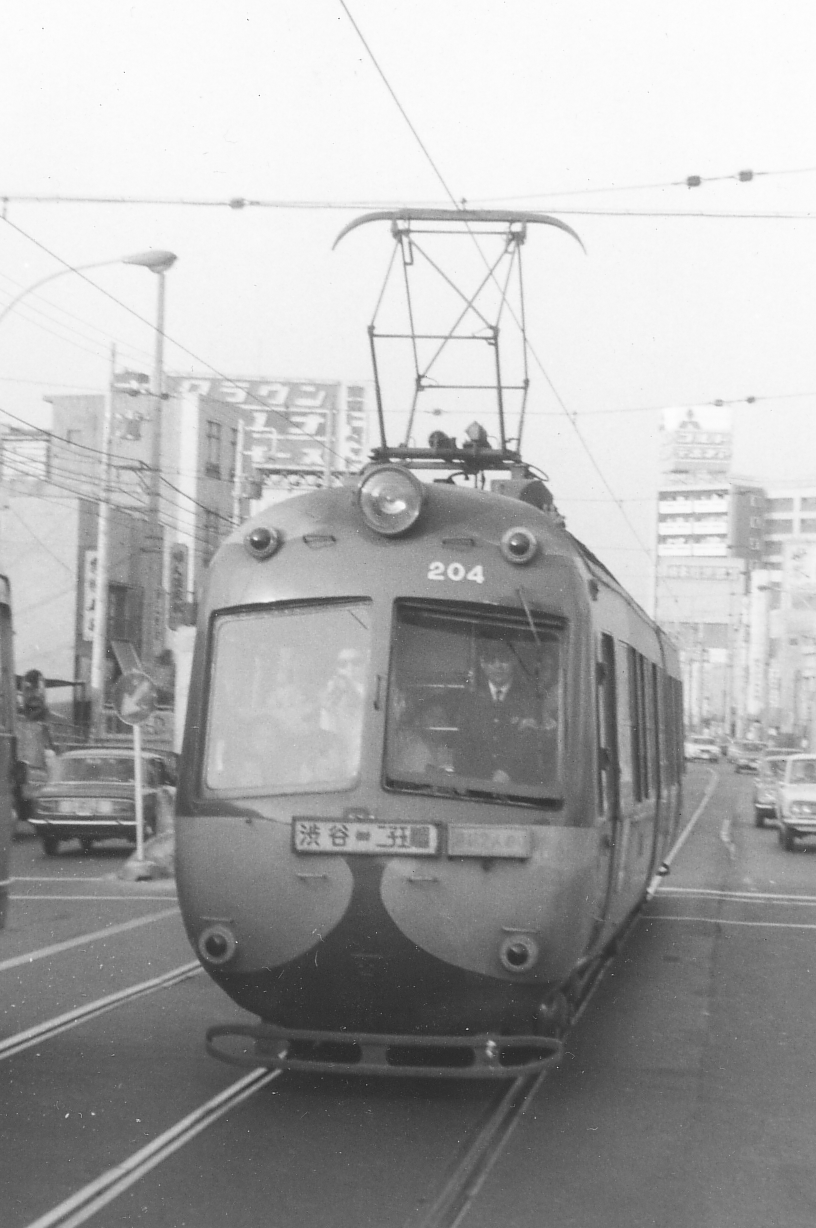
営業当時のデハ200形204号（1969年5月）

東急デハ200形電車（とうきゅうデハ200がたでんしゃ）は、東京急行電鉄玉川線（玉電）に在籍していた路面電車車両。
1955年（昭和30年）に、6編成が東急車輛製造で製造された。
設計時点での最新技術を惜しみなく盛り込んだ、画期的な超低床構造の2車体連接車であったが、運転・メンテナンスの両面で難があり、玉川線廃止と共に全車廃車となった。

## 概要
投入に至った背景には急激な通勤客の増大もあった。1954年より製造が開始された東横線デハ5000形において採用され実績の確認されたモノコック構造を特色とし、中空軸平行カルダン駆動やHSC発電ブレーキ連動電磁直通ブレーキなどを採用した、超低床構造かつ高加減速性能を備える高性能2車体連接車である。和製PCCカーの一つに数えられることもある。
パンタグラフ付きで二子玉川園向きの車体（第1車体）とパンタグラフなしで渋谷向きの車体（第2車体）の2車体で構成されるが、当時の鉄道各社の慣例により、それぞれでA・Bといった区分はなされておらず、共に同一の車両番号となっている。

## 車体
長さ10,200mm、幅2,300mmの2車体を連接台車で結合した連接車で、車体鋼材は高抗張力鋼を使用、旧大日本帝国海軍の航空機技術を応用したモノコック構造・ボディーマウント構造を採用し、自重22tという大幅な軽量化を実現した。さらに車体1mあたりの自重は1.05tと、1mあたり1.55tであった在来のデハ80形と比較して約2/3に軽量化された。

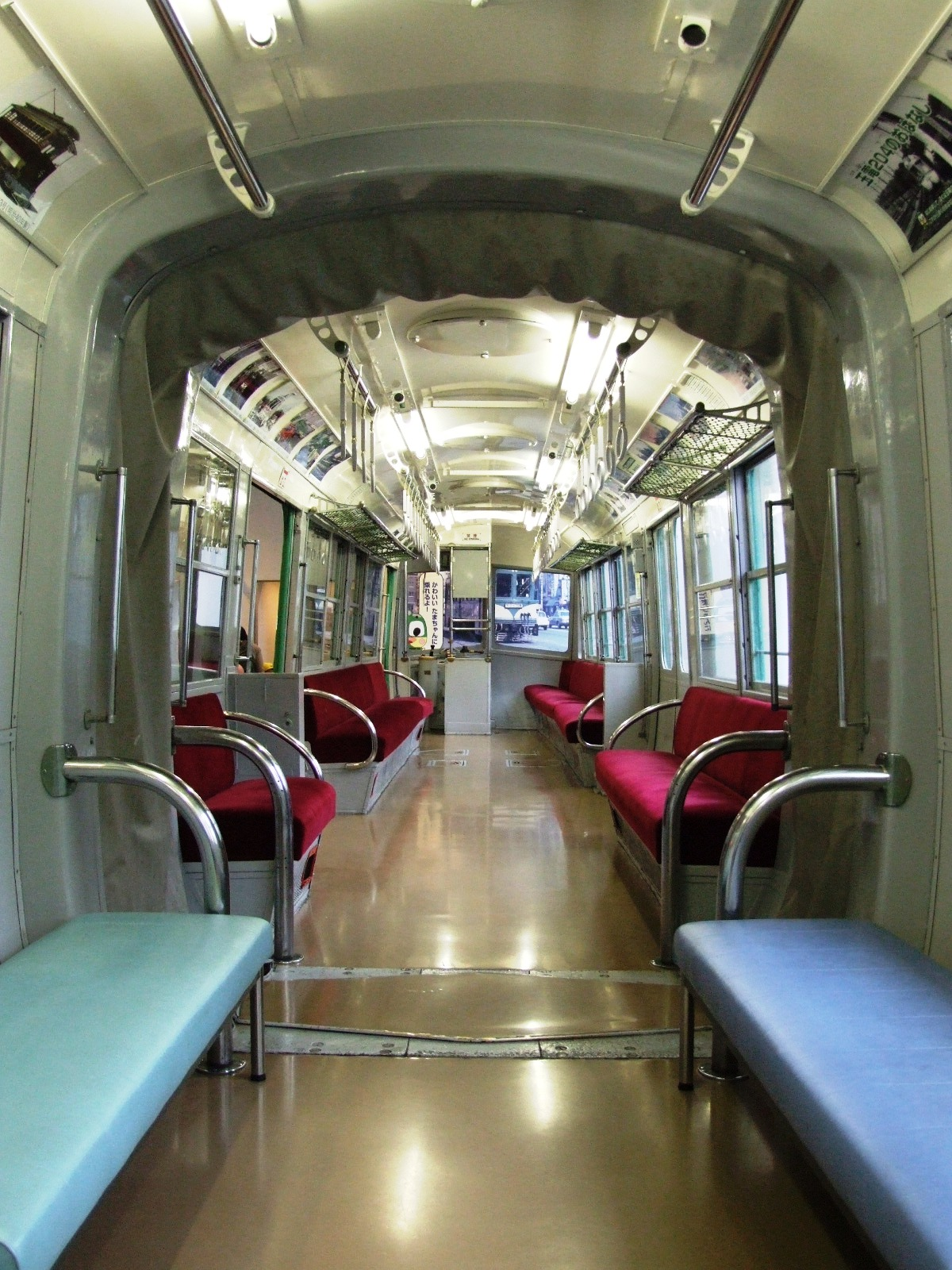
軽量化のため、航空機のように丸みを帯びた車体となっている

構造面では、前年に登場した東横線5000形よりも徹底して航空機のような卵形の車体となっている。超低床車両であったが、この卵型の車体が災いし電車入口とホームの間が大きく開いてしまうため、空気シリンダーによって展開される可動式ドアステップを設置した。
前面は東横線5000形と同様、国鉄80系電車の影響を受けた2枚窓流線型デザインで、屋根中央に前照灯を1灯、車体腰部に尾灯を左右に振り分けて2灯、屋根左右に標識灯を左右に振り分けて2灯、それぞれ搭載する。
このうち標識灯は、主に渋谷駅方面から下高井戸駅方面と二子玉川駅方面へ向かう列車が分岐する三軒茶屋駅において、夜間に信号手が転轍機操作を行う際に列車進行方向表示確認のために用いられた。
屋根は、後述する第2車体の抵抗器搭載などの必要もあり、車体の構造強度を負担する下屋根と、外形を保ちパンタグラフ保持などの役割も果たす上屋根の二重屋根構造となっている。
窓配置は、2車体の両側面ともに順に1D(1)1 1(1)D'(1)・1(1)D'(1) 2 1 1（D：片開客用扉、D'：両開客用扉、数字：側窓数、(1)、戸袋窓）と各車体で左右非対称配置となっている。この配置は、開口部の寸法が大きく強度計算上不利な要素である扉部が、荷重負担の大きな台車心皿を支持ずる横梁と重ならない位置関係となるように配慮したことに由来する。
窓配置は、東横線5000形でも軽量化と強度確保の両立の必要から、乗客乗降の円滑化では不利であることを承知で乗務員室に隣接する客用扉を、台車心皿位置を避けて乗務員扉に並べて配置していた。他社局でも同様に台車心皿位置と客用扉などの開口部の重複を回避することで車体重量増大を回避する事例が少なくなく、例えば大阪市交通局が同時期に平行して製造していた10系と30系（冷房改造車）では、ほぼ同条件の付随車で台車心皿位置が客用扉開口部と干渉するかしないかの相違のみで、アルミ車体の車両でさえ2トン以上の重量増大となっていたことが知られる。
側窓は戸袋窓と運転台側面の三角窓を除き2段上昇式で、保護棒を下段に備える。側窓は開口部寸法が高さ900mm、幅1,000mmで、客用扉は運転台背後の片開扉が幅1,060mm、それ以外の両開扉が幅1,420mmである。
座席はすべてロングシートで、運転台と反対側の前面窓まで客席が伸びた、いわゆる片隅運転台式のレイアウトを採用している。内装にはメラミン樹脂化粧板を採用、軽合金制金具の採用と併せて内装の無塗装化が実現している。
換気装置は、各車体天井に4カ所ずつ軸流送風機（ファンデリア）を設置する。通風器は第1車体については下屋根と上屋根の間にルーバーを設けてこれを用い、第2車体については同じ場所に抵抗器を置いてルーバーをその放熱に用いることから、別途上屋根上に薄型の通風器を6カ所設置する。
塗装はライトグリーンを基調として、窓下部をクリームに塗り分けたツートンカラーである。

## 主要機器

### 台車
車輪径は510mmで、東急車輛製造横浜製作所が前身である海軍工廠から承継した鋳造設備を利用して製造した、特殊鋳鋼による一体鋳造車輪を採用する。また台車も東急車輛製造製で、両端の動力台車は2軸ボギー式のTS-302、中央の連接台車はリンクによる操舵装置を持つ1軸台車のTS-501をそれぞれ装着する。
いずれも1,372mm軌間（馬車軌間、4フィート6インチ軌間）で車輪のバックゲージが大きいことを利してインサイドフレーム構造を採用、トランサムを高剛性として端梁を省略するなど軽量化を徹底させており、車体のみならず、足回りにおいても不要な贅肉を徹底して落とす航空機設計技術の手法を垣間見ることができる。
TS-302の軸箱支持機構は、軸箱上部に圧縮方向に作用するゴムブロックを置き前後から剪断方向に作用するゴムブロックで挟んで三方にゴムを置いた、側枠緩衝ゴム式台車の先駆けとなるシンプルな機構が採用され、デハ5000形のTS-301と同様、枕ばねには複列コイルばねを置き、その横剛性による復元力を利用することで下揺れ枕と吊りリンクを廃止した。
TS-501では台車枠と車体側心皿フレーム1組の間をコイルばねで支持し、2車体それぞれの心皿フレームと台車枠の間に2本ずつリンクを連結、その案内により車軸が常に曲線中心方向へ向く操舵機構を開発・搭載している。
また、この台車により、床面高さ590mmという超低床構造を実現した。この1軸連接台車がスペイン国鉄の1軸台車連接型客車タルゴを連想させたことで、鉄道ファンから「和製タルゴ」という愛称も生まれた。

### 制御器
制御器は電動カム軸式抵抗制御器である三菱電機AB-54-6MDBを搭載する。東急の車両で三菱電機製の制御装置を採用したのは本形式が初である。ただしその後は1999年製造開始の300系まで三菱電機製の制御装置の採用はされなかった。
この制御器は主電動機電流量を監視して下限である限流値に達したところで動作するリミッタ・リレーと、その指令に従って主回路の切り替えスイッチをオンオフするカム軸を回転させるパイロットモーターを組み合わせることで、自動的かつ段階的に主回路を指令段数まで進段させる、自動加速制御機構を搭載しており、これは玉川線向けでは最初で最後の採用例となった。
ただし後述するように、本形式に続く増備車であるデハ150形では従来方式に逆戻りし、更に世田谷線になってから新製された300系では三相交流誘導電動機とVVVF制御が採用されたため、玉川線→世田谷線系統での電動カム軸式抵抗制御器の採用は本形式が唯一となる。
この制御器は、さらに乗客数に応じて主電動機の限流値を自動可変させることで加速度を制御する応荷重装置を備え、また加速をスムーズにするために惰行中4基の主電動機のうち第3・4電動機を蓄電池からの給電で他励磁発電機として機能させ、第1・2電動機との間に交差電流を生じさせて磁気回路に予備励磁を行うことで惰行状態から力行状態へのモード遷移のアイドルタイムを短縮させるスポッティング（予備励磁）制御を実装するなど、設計当時最新の技術を網羅しつつ、ダウンサイジングを徹底して自重を600kgに収めた、精緻かつ巧妙な機構を備える。
ノッチ段数は力行4段・電制3段で力行は内部的には20段で構成され、最大加速度は2.6km/h/sとなる。
なお、主電動機の制御に用いられる抵抗器は、低床構造ゆえに床下に十分な搭載スペースが確保できず、パンタグラフを備えない渋谷寄り車体（第2車体）の天井に搭載し、屋根側面にルーバーを設けて自然通風冷却としている。そのため雨天時には第2車体のルーバーから水蒸気が立ち上がるのが見えていたという。

### 主電動機
主電動機は計画段階で要求された「出力50馬力、定格速度28km/h」という条件から、直流直巻式整流子電動機である東洋電機製造TDK-827-Aが専用品として新規設計された。これは発電ブレーキの常用を前提として端子電圧を低く設定し、かつ高定格回転数とすることで磁気回路を縮小し小型軽量化を図った、設計当時流行の高速カルダンモーターの典型例の1つである。本形式はこの電動機を前後のTS-302台車に各2基ずつ搭載し、2基を直列で接続したものを2群、永久並列接続する。

### 駆動装置
駆動装置は直角カルダンを採用したデハ5000形とは異なり、たわみ継手を使用した中空軸平行カルダン駆動方式だが、電動機の装架スペースと主電動機直径の関係から、主電動機の小歯車と、車輪の大歯車の間に遊び歯車を挿入している。そのため歯数比は13:37:64で4.92となる。

### ブレーキ
ブレーキは非常弁付直通空気ブレーキ（SME-D） を採用し、主制御器による発電ブレーキを運転台のセルフラップ式ブレーキ弁で指令する設計となっている。
電動台車ではインサイドフレーム構造であることを生かし、側枠外側に基礎ブレーキ装置を外付けすることで片押し式の踏面ブレーキを搭載するが、連接台車では軽量化などを主目的として自動車と同様の内拡式ドラムブレーキを採用している。もっとも、実際のブレーキ動作においては電動台車の発電ブレーキを常用し、これらの空気ブレーキの使用は最小限にとどめる設計となっている。

## 運用・廃車
本形式は竣工後に玉川線で運用を開始し、書籍などでは利用者から「ペコちゃん」（不二家のマスコットキャラクターに由来）のあだ名を付けられたとされる。
自動扉や扇風機の設置が満足に行われず、そればかりか大正以来のオープンデッキ構造の木造車さえ未だ存在していた1950年代中盤の玉川線に、自動扉完備かつ強力な送風能力を備えるファンデリアを装備して投入された本形式の接客設備は乗客に強い印象を与え、特に後者は夏場に好評だったとされる。沿線の子供達からの人気も高く、二子玉川園に開設されていたプールの利用者を対象とした「プールゆき」臨時列車に専ら本形式が充当された。この臨時電車は渋谷-二子玉川園間で水着姿の子供をかたどり「プールゆき」と記した専用ヘッドマークと「直通」の列車種別表示板を掲げて運用された（途中数駅のみの停車）。

2車体連結（連接）車ということもあり、1967年に合理化の一環として「連結2人のり」改造を施工したが、使用期間が短かったこともあって、他に大きな改造は施工していない。
玉川線系統ではその後も、3扉車、それもラッシュ時のみ車掌や駅員が主要駅に限って1段しかステップのない中央扉の解錠・開閉操作を行うという独特の運行形態が取られた。そのような事情もあって、3扉全てを2段ステップ付きとしなおかつ自動扉化したデハ150形の投入まで、玉川線では自動扉装備車は本形式6両とデハ80形81・82の2両のみという状況が長く続いた。玉川線で在来車の自動扉化が促進されるのは「連結2人のり」改造工事開始以降のこととなる。
こうして華々しいデビューを飾って玉川線の看板電車となった本形式だが、以下のように運転・保守面などで様々な問題を抱えていた。
- 玉川線の他車がHL（単位スイッチ式間接非自動制御）、SME（非常弁付直通空気制動 ）に統一されていた中で、電動カム軸式間接自動制御、HSC電磁直通ブレーキであり、運転取り扱いが全く異なった。特に発進時はパイロットモーターによってカムが回転しスイッチが接触してから動き出すため、応答性向上のための努力は払われていたものの、挙動がHL車よりワンテンポ遅れる傾向があり、爆発的に増加した自動車に進路を阻まれる状況では、こうした先進的高性能も不利に働くことも多かった。
- 前述の制御・制動方式の差異のほか、しばしば動作不良を起こすドアステップ、屋上に搭載した抵抗器（パンタグラフ 周り以外の機器に屋上点検を要する）、低床かつ機器をボディマウント構造としたことからピット線に入れなければ検査困難で、しかも高密度かつ複雑に艤装されているため故障時の部品交換などに多大な手間を要する床下機器など、他車と著しく構造が異なることから保守に手間がかかり、故障も多かった。
- 1軸連接台車が途中駅・終端駅等の折り返しスプリングポイントで横に引っ張られ、最前部、最後部に大きな反動が発生するだけでなく、まれに脱線などのトラブルもあった。
- ローリングが非常に激しく乗り心地が悪く、乗客の中にはこの点を嫌って本形式を敬遠する者もいた。
- 扉位置が他形式とは全く異なっていたことからラッシュ時の運用に難があってその後は増備されず、その頃既に、併用軌道を敷設していた国道246号の道路交通量の増加と、首都高速道路3号線の建設に伴う用地提供の必要から、代替線を地下鉄方式で建設することとしたことから、玉川線としての増備車は車体レイアウトやシステム的にデハ80形以前の延長といえるデハ150形となった。

玉川線廃止後も存続が決定された、今の世田谷線にも入線可能で、実際に同区間での運用実績があったが、前述のように問題が多く、末期は稼働率が低下していたとされている。玉川線廃止直前の1969年1月から運用離脱および除籍が開始され、同年5月10日の玉川線廃止時の最終電車に使用された車両を最後に、他社への譲渡もないまま、製造から僅か14年で全廃となった。

## 玉川線廃止後
本形式を含む世田谷線で使用しない車両は他形式と共に一旦、旧・二子玉川園駅構内に集められ、しばらく留置の後、譲渡や保存の対象から外された車両は千葉県東葛飾郡浦安町（現・浦安市）の埋立地に陸送した上で解体された。この際、トレーラーの荷台に積載するため、車体を横倒しにして運んだという。現地解体とならなかったのは、玉電との別れを惜しむ住民に対し、解体現場を見せない配慮であったといわれる。
保存車両として、デハ204号が多摩川園（現在は閉園）、田園都市線高津駅前広場、高津駅に存在した旧・電車とバスの博物館を経て、宮崎台駅に移転した電車とバスの博物館に展示されている。また、デハ206号も千葉県野田市の清水公園に保存されていたが、後に荒廃のため解体されている。

## その他

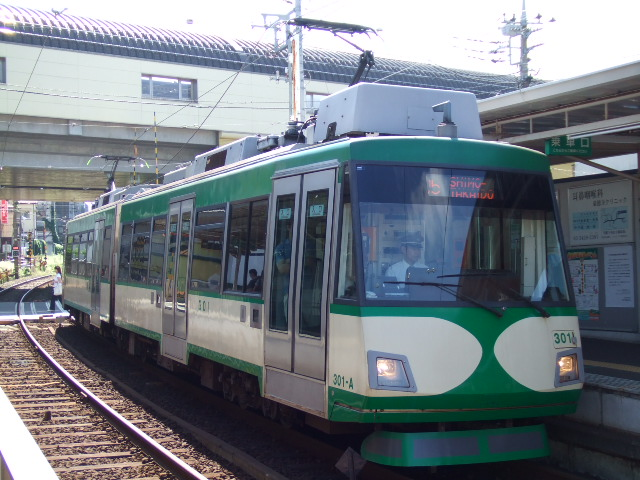
デハ200形の塗装をイメージした300系301F

- デハ204号が展示されている電車とバスの博物館には、デハ200形をモチーフとした「たまちゃん」なるキャラクターが存在する。
- 2005年（平成17年）11月8日から、デハ200形の登場50周年を記念して世田谷線の300系301Fにデハ200形のクリームと緑の塗装が再現された。この塗装は塗り分けが金太郎塗りではなくデハ200形独自のもので、スカートの部分を排除器のように見せる、かつての東急の英語略称である「T.K.K」のロゴ（実際のデハ200形は切り文字で銀色だが、301Fは緑色のステッカー）を再現するなど、凝ったものになっている。しかし緑色の部分は実際より多少明るい。この301Fは2017年現在もデハ200形塗装で運行されている。
- 2007年（平成19年）の玉電100周年・新玉川線30周年記念のステッカーにもデハ200形が起用された。